# Karl Heinz Engelhorn
Karl Heinz Engelhorn (* 6. September 1905 in Hagenau, Reichsland Elsaß-Lothringen; † 24. Oktober 1944, hingerichtet im Zuchthaus Brandenburg) war ein deutscher Berufsoffizier und Widerstandskämpfer des 20. Juli 1944.

## Leben
Karl Heinz Engelhorn ist der Sohn von Friedrich Wilhelm Engelhorn (1872–1946) und Maria Friederike geb. Kauffmann (1878–1946). Sein Großvater war der Verwaltungsbeamte Eduard Engelhorn, ein Cousin des BASF-Mitbegründers Friedrich Engelhorn.
1925 war er als Offizieranwärter bei der Abwehr. In Frankfurt heiratete er am 25. Juli 1936 Vera Baunach (1916–2009). Sein Schwager war der Generaloberst Karl-Adolf Hollidt.

## Attentat vom 20. Juli 1944
Oberst Georg Alexander Hansen, dem Vertrauten und Nachfolger von Wilhelm Canaris als Chef der Abwehr, weihte den Oberstleutnant im Generalstab Engelhorn in die Umsturzpläne gegen Hitler ein, berichtete diese, er stand wie andere Abwehrmitarbeiter unter Überwachung, aber nicht an die Gestapo. Nach dem gescheiterten Attentat vom 20. Juli 1944 wurde Engelhorn verhaftet und vom Oberreichsanwalt beim Volksgerichtshof wegen Hoch- und Landesverrat angeklagt. Am 24. August 1944 folgte gemeinsam mit 14 anderen Verdächtigen seine Anhörung. Fünf Verhandlungstage brauchte der Volksgerichtshof unter dessen Präsidenten Roland Freisler für insgesamt sieben Angeklagte, ehe am 12. Oktober Karl Heinz Engelhorn sowie vier weitere Angeklagte zum Tode verurteilt wurden. Die Hinrichtung fand am 24. Oktober im Zuchthaus Brandenburg durch eine Erschießung oder Erhängen statt.